# Faster Pussycat
Faster Pussycat es una banda de sleaze rock formada en Los Ángeles, Estados Unidos, en el año de 1986, tomando su nombre de una película llamada Faster, Pussycat! Kill! Kill!, dirigida por Russ Meyer en 1965.
Musicalmente tomaron inspiración de algunas bandas de hard rock, rock & roll, glam rock y punk rock como The Rolling Stones, Aerosmith, Sex Pistols, New York Dolls, Kiss, Hanoi Rocks, entre otros. Su álbum más exitoso fue Wake me when it's Over, de 1989, del cual se desprende la power ballad House of Pain, su canción más reconocida.

## Miembros
- Taime Downe - voz (1986-1993, 2001-2006, 2014-hoy)
- Xristian Simon - guitarra (2006, 2014-hoy)
- Michael Thomas - guitarra (2006, 2014-hoy)
- Danny Nordahl - bajo (2006, 2014-hoy)
- Chad Stewart - batería (2006, 2014-hoy)

## Discografía
- Faster Pussycat (1987)
- Wake Me When It's Over (1989)
- Whipped! (1992)
- The Power and the Glory Hole (2006)
- Front row for the donkey show (2009)